# Eğitim Sen

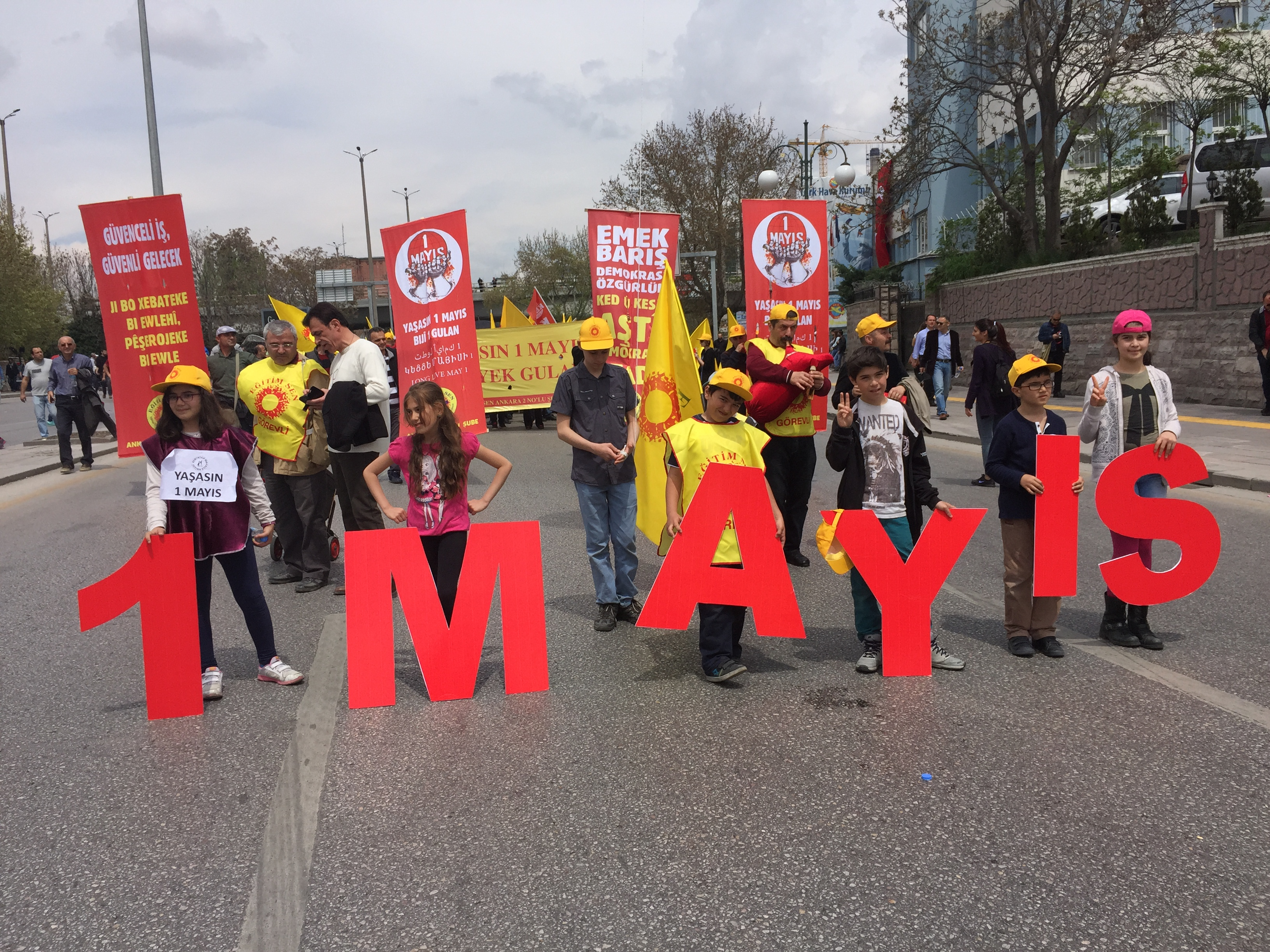
Anhänger von Eğitim-Sen bei Protesten zum Ersten Mai in Ankara, 2015.

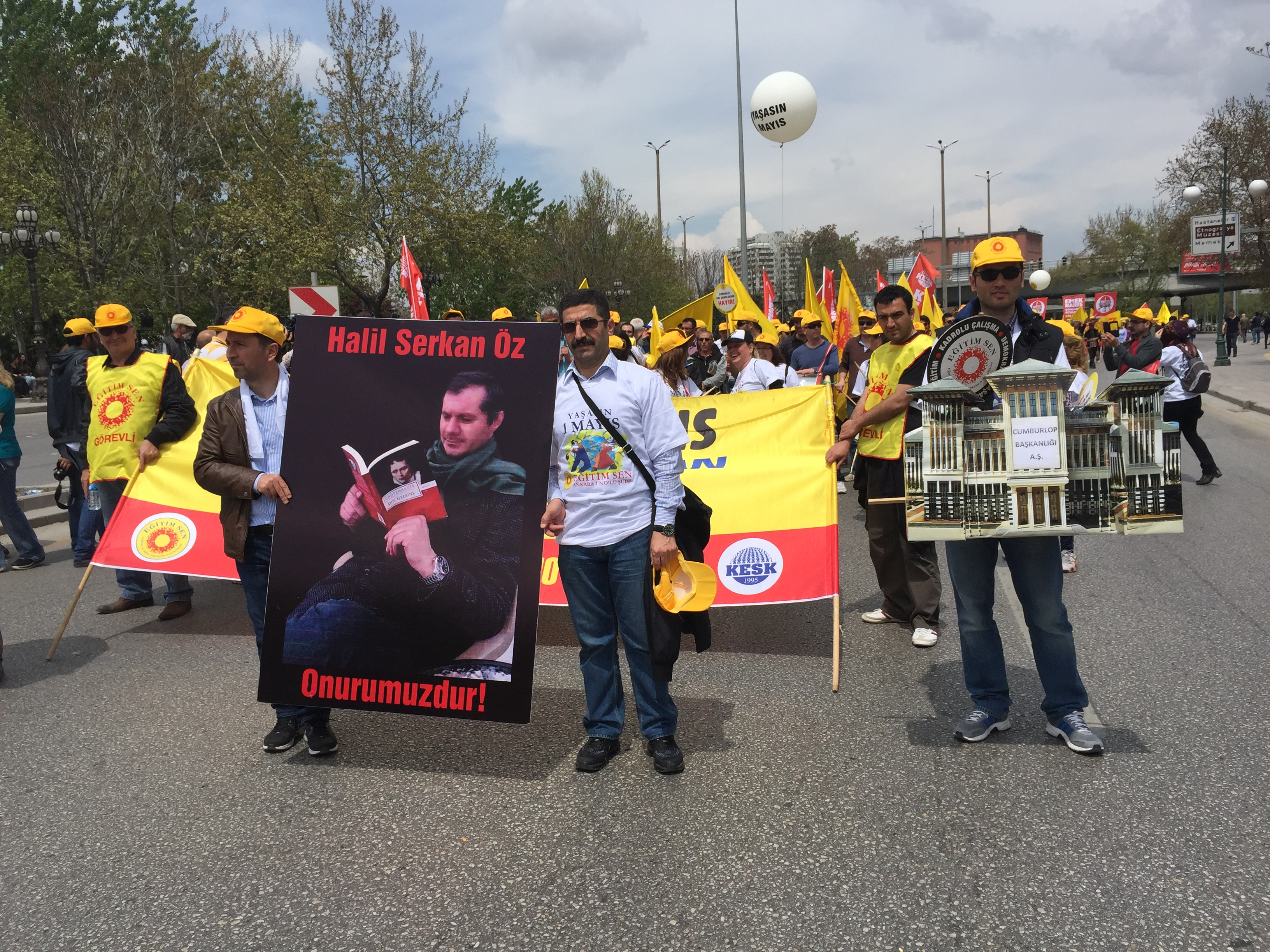
Anhänger von Eğitim-Sen gedenken Halil Serkan Öz und kritisieren den Ak Saray-Palast.

Eğitim Sen (vollständige Bezeichnung: türkisch Eğitim ve Bilim Emekçileri Sendikası ‚Gewerkschaft für Bildung und Bildungswerktätige‘) ist eine Gewerkschaft der Lehrpersonen und anderer Ausbildungskräfte in der Türkei. Sie wurde am 23. Januar 1995 als Zusammenschluss der Bildungsgewerkschaften Eğitim–İş und Eğit–Sen gegründet und ist ein Mitglied des Gewerkschaftsdachverbandes KESK und der Education International.

## Verbotsverfahren
Im Jahre 2004 wurde ein Verbotsverfahren gegen die größte Bildungsorganisation des Landes eingeleitet. Begründet wurde dieser Entscheid mit der Organisationssatzung, welche „[…] die Verteidigung [des Rechtes] der Einzelpersonen auf Ausbildung in ihrer Muttersprache“ fordert.
Es wurde behauptet, die Organisation verstoße mit dieser Aussage gegen Artikel 42 der türkischen Verfassung, welche festlegt, dass türkischen Staatsbürgern in den Erziehungs- und Lehranstalten als Muttersprache keine andere Sprache beigebracht und gelehrt werden dürfe als Türkisch. Die Organisation wurde aufgefordert, den inkriminierten Satz aus ihrer Satzung zu streichen. Dies lehnte Eğitim Sen jedoch mit der Begründung ab, dass dies mit einem Beitritt in die Europäische Union nicht zu vereinbaren sei.
Nach einem langen und umstrittenen Rechtsstreit hob am 25. Mai 2005 die „Große Plenarversammlung“ des Kassationshofs das Urteil des Arbeitsgerichts auf, das ein Verbot abgelehnt hatte, und verwies den Fall in die Instanz zurück. In einem erneuten Urteil setzte sich das Arbeitsgericht über den Kassationshof hinweg und gab dem Verbotsantrag nicht statt.
Die Eğitim Sen hat mittlerweile den umstrittenen Passus aus der Satzung gestrichen.
2008 wurde die offizielle Homepage der Organisation für eine gewisse Zeit auf Antrag Adnan Oktars in der Türkei gesperrt, weil die Eğitim Sen dort eine Presseerklärung veröffentlicht hatte, welche die (kostenlose) Verteilung des kreationistischen Atlas der Schöpfung an türkische Schulen durch Adnan Oktar kritisierte.

## Urteile des EGMR
Der Europäische Gerichtshof für Menschenrechte hat in mindestens einer Entscheidung Mitgliedern der Gewerkschaft bescheinigt, dass ihr Recht auf Organisationsfreiheit eingeschränkt wurde. Im September 2009 wurde im Fall von Güldeniz Kaya, Ahmet Seyhan und Saime Özcan entschieden, dass sowohl der Artikel 11 der Europäischen Konvention der Menschenrechte als auch Artikel 13 der EKMR verletzt wurden.
Am 25. September 2012 fällte der EGMR sein Urteil zum Antrag auf das Verbot von Eğitim-Sen. In der Entscheidung wurde gesagt: „Eğitim-Sen wurde in Ankara am 13. Januar 1995 gegründet. Nach Angaben der Gewerkschaft hat sie 167.000 Mitglieder, die sich auf 90 Sektionen in 430 Städten aufteilt. Sie ist der KESK (Kamu Emekçileri Sendikaları Konfederasyonu), Konföderation von Gewerkschaften im öffentlichen Sektor angeschlossen […]“ Was den Antrag auf Verbot der Gewerkschaft betraf, vertrat das Gericht die Meining, dass „die geplante Aktion gegen den Beschwerdeführer eine Einmischung der nationalen Autoritäten in sein Recht auf Versammlungsfreiheit bedeuten.“ Das Gericht beschloss einstimmig, dass Artikel 10 und 11 der EKMR verletzt wurden und ordnete eine Entschädigung in Höhe von 7.500 Euro an.

## Kriminalisierungskampagne im Spätsommer 2016
Dem gescheiterten Putsch Mitte Juli 2016 folgte eine wohl vorgeplante und breit angelegte Einschüchterungs- und Unterdrückungskampagne gegen die politische Opposition in der Türkei von der insbesondere auch Gewerkschaften und andere zivilgesellschaftliche Vereine und Organisationen betroffen sind: Tausende, auch gewerkschaftlich organisierte, Lehrer und Wissenschaftler, insbesondere im kurdischen Teil der Türkei, wurden am 8. September 2016 suspendiert, wahrscheinlich weil sie sich an einem Aktionstag gegen Krieg beteiligt hatten und hunderte Eğitim Sen-Mitglieder verhaftet weil, wie Ministerpräsident Yildirim formulierte, sie irgendwie mit dem Terror verwoben seien. Aus Angst vor Repression gaben viele Menschen ihre Mitgliedschaft bei Eğitim Sen auf oder versuchten zu fliehen. Die ehemalige Generalsekretärin Sakine Esen Yilmaz tauchte bereits im Frühjahr unter und verließ das Land, um in der Bundesrepublik Deutschland Asyl zu beantragen. In der Türkei droht ihr eine 20-jährige Haftstrafe. Im November 2016 trafen sich – unterstützt von Gewerkschaftsvertretern aus der Bundesrepublik, Großbritannien, den Niederlanden, Griechenland und Zypern – etwa 100 Gewerkschafter zu einem Symposium der Eğitim Sen in Ankara. Ihr Präsident Kamuran Karaca berichtete, dass die Gewerkschaft unter dem Vorwand den Putschversuch unterstützt zu haben, Ziel schikanöser Untersuchungen seitens der AKP-Regierung sei. Viele Eğitim Sen Mitglieder beteiligten sich an den 77 Tage dauernden Streiks und Demonstrationen in der Stadt Samandag/Hatay für die Wiedereinstellung der dort entlassenen Lehrkräfte. Das Bildungsministerium revidierte daraufhin ihre Entscheidung teilweise.

## Persönlichkeiten
Zwischen 1991 und 1993 war Nebahat Akkoc Vorsitzende des Bezirks Diyarbakir.